# Epiblastus merrillii
Epiblastus merrillii är en orkidéart som beskrevs av Louis Otho Otto Williams. Epiblastus merrillii ingår i släktet Epiblastus och familjen orkidéer. Inga underarter finns listade i Catalogue of Life.